# Vermetus goreensis
Vermetus goreensis là một loài ốc biển, là động vật thân mềm chân bụng sống ở biển trong họ Vermetidae.